# Família Sanjō
O Ramo Sanjō  (三条家, Sanjō-ke) era um ramo dos Hokke (Fujiwara) fundado por Sanjō Saneyuki.
O Ramo Sanjo iniciou sua linhagem com um nobre da era Heian e foi classificada em prestígio, logo abaixo das cinco casas Regentes (Sekke), como Seigake e por isso seus membros poderiam ser nomeados daijin (ministro), incluindo Daijō Daijin.
No início do período Sengoku, com declínio do poder central e o fortalecimento dos senhores da guerra feudais descentralizados, é justamente Sanjo no Kata  (a esposa de Takeda Shingen , um dos mais importantes daimyo), era uma das pessoas mais importantes da família. No final do século XIX Sanjō Sanetomi obteve vários altos cargos no governo do período Meiji, quando o governo imperial foi restaurado.

## Lista dos Líderes do Ramo
1. Sanjō Saneyuki
2. Sanjō Kiminori
3. Sanjō Sanefusa
4. Sanjō Kinfusa
5. Sanjō Sanechika
6. Sanjō Saneshige
7. Sanjō Sanetada
8. Sanjō Kimitada